# Нгандамба, Жоффруа
Жоффруа Нгандамба (фр. Geoffroy Ngandamba, род. 2 августа 1989, Франсвиль) — габонский шоссейный велогонщик.

## Карьера
В 2012 и 2013 годах трижды становился призёром чемпионата Габона в групповой и индивидуальной гонках. В 2013 году выступил на Тур дю Фасо, попав на одном из этапов на в топ-10.
В 2014 году за несколько недель до начала Тропикале Амисса Бонго отличился на Grand Prix des Trois Provinces, подготовительной к ней гонке, выиграв первый этап, а также зачёты общий, горный и промежуточные спринты. Этот успех позволил  Жоффруа Нгандамба принять участие в его первой Тропикале Амисса Бонго.  В июне на чемпионате Габона стал чемпионом в групповой и индивидуальной гонках.
В сентябре 2015 года принял участие в Африканских играх 2015 проходивших в Браззавиле (Республика Конго). На них он занял 12-е место в командной гонке, 31-е место в индивидуальной гонке и не смог финишировать в групповой гонке. 
В 2016 году снова был выбран для участия в Тропикале Амисса Бонго под руководством Абрахама Олано, нового тренера команды Габона. На чемпионате Габона стал чемпионом в групповой гонке и вторым в индивидуальной гонке.
В конце февраля 2017 года вместе с пятью товарищами по сборной Габона (Нзаху, Марога, Муленги, Чута, Экобена) отказался выйти на старт гонки Тропикале Амисса Бонго из-за нехватки финансирования, учитывая что их тренером был бывший испанский велогонщик Абрахам Олано, а также невыплатой всех причитающихся им бонусов от федерации велоспорта Габона как минимум в течение как минимум двух лет. За это министерство спорта Габона пожизненно отстранило всех шестерых от велоспорта. В июле это решение было заменено двумя условными годами.
Весной 2018 года Жоффруа Нгандамба выиграл оба этапа, а также общий зачёт Course anniversaire , гонки национального календаря Габона. В 2019 году он был выбран в команду Габона, чтобы на своей пятой Тропикале Амисса Бонго выступить в роли дорожного капитана..
Стартовал на таких гонках как Тур дю Фасо, Тур Руанды, Тропикале Амисса Бонго, Тур Камеруна, Тур Марокко, Гран-при Шанталь Бийя, Тур Сенегала. Был участником чемпионата Африки.

## Достижения
2012
3-й на Чемпионат Габона — индивидуальная гонка
2013
2-й на Чемпионат Габона — индивидуальная гонка
2-й на Чемпионат Габона — групповая гонка
2014
 Чемпион Габона — групповая гонка
 Чемпион Габона — индивидуальная гонка
Grand Prix des Trois Provinces
1-й в генеральной классификации
1-й этап
2015
2-й на Чемпионат Габона — индивидуальная гонка
2016
 Чемпион Габона — групповая гонка
2-й на Чемпионат Габона — индивидуальная гонка
2018
Course anniversaire
1-й в генеральной классификации
1-й и 2-й этапы